# Yorkshire (Ohio)
Yorkshire es una villa ubicada en el condado de Darke en el estado estadounidense de Ohio. En el Censo de 2010 tenía una población de 96 habitantes y una densidad poblacional de 130,97 personas por km².

## Geografía
Yorkshire se encuentra ubicada en las coordenadas 40°19′31″N 84°29′42″O / 40.32528, -84.49500. Según la Oficina del Censo de los Estados Unidos, Yorkshire tiene una superficie total de 0.73 km², de la cual 0.73 km² corresponden a tierra firme y (0%) 0 km² es agua.

## Demografía
Según el censo de 2010, había 96 personas residiendo en Yorkshire. La densidad de población era de 130,97 hab./km². De los 96 habitantes, Yorkshire estaba compuesto por el 95.83% blancos, el 0% eran afroamericanos, el 0% eran amerindios, el 0% eran asiáticos, el 0% eran isleños del Pacífico, el 0% eran de otras razas y el 4.17% pertenecían a dos o más razas. Del total de la población el 0% eran hispanos o latinos de cualquier raza.